# Область Альфа

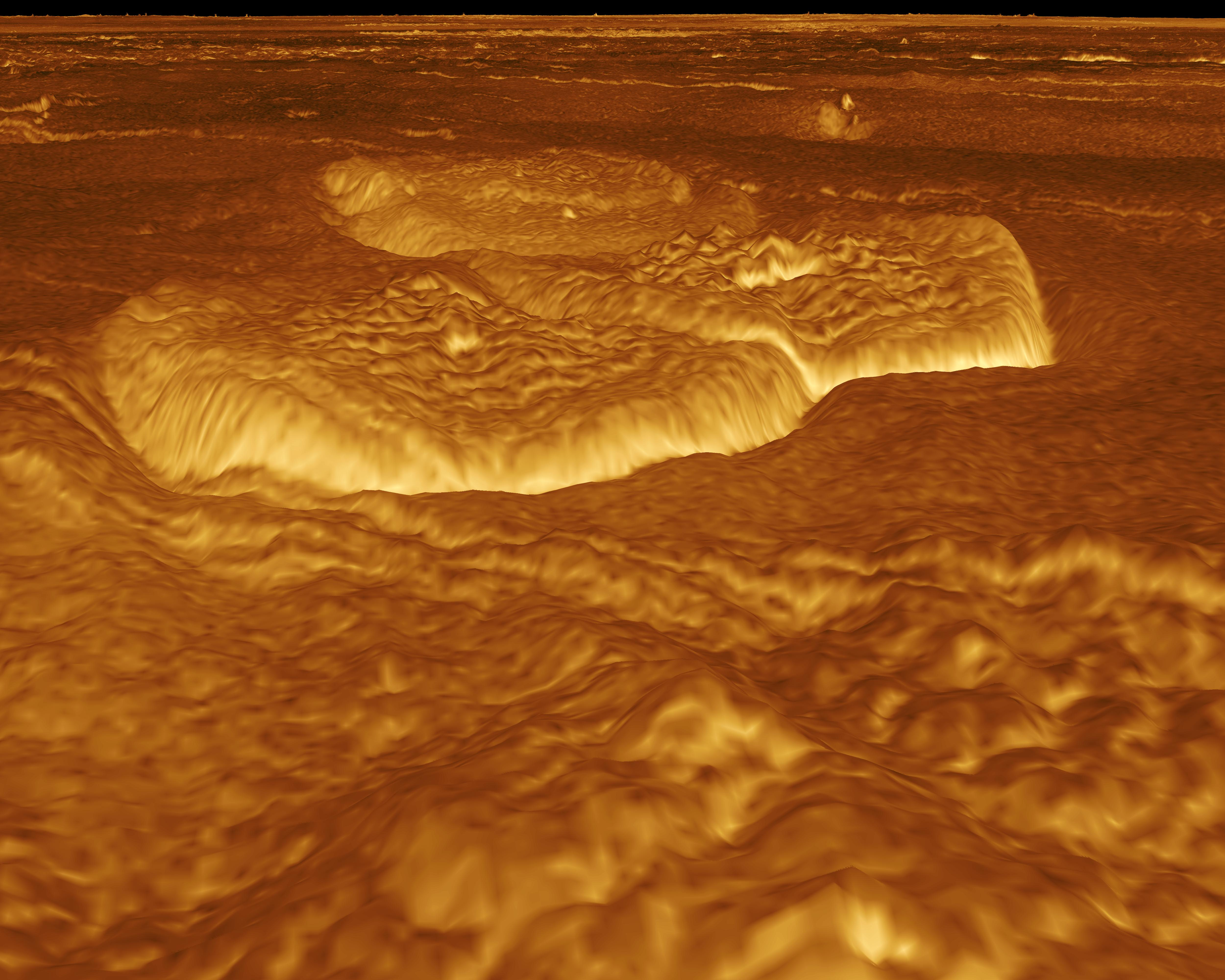
Трёхмерное изображение восточного края области Альфа

Область Альфа (лат. Alpha Regio) — регион на Венере размером около 1500 км, с центром в 22° ю. ш. 5° в. д. / 22° ю. ш. 5° в. д.

## Открытие и название
Первые изображения области Альфа были составлены, в частности, на основе данных о спектре эхо-сигнала с длиной волны 12,5 см, полученных Роландом Карпентером в 1962 году и Диком Голдстейном в июне 1964 года в Голдстоуне.
Название, данное по первой букве греческого алфавита, было одобрено Рабочей группой по планетной номенклатуре Международного астрономического союза между 1976 и 1979 годом. Горы Максвелла, область Альфа и область Бета — это три исключения из правила, по которому детали поверхности Венеры называются именами женщин и богинь.

## Нулевой меридиан
В 1970 году область Альфа была выбрана в качестве точки, через которую проходит нулевой меридиан Венеры (в 1985 году Рабочая группа МАС произвела уточнение системы координат, проведя нулевой меридиан через центр кратера Ариадна, лежащего в этой области).

## Строение
Поверхность области Альфа — это так называемая тессера, то есть местность, которая была сильно деформирована и по которой деформирующие удары были направлены в различных направлениях и с большой плотностью. Термин этот взят от греческого названия плиток (придумавшие его советские исследователи, изучавшие снимки Венеры-15 и Венеры-16, обратили внимание на сходство этой местности с паркетом). Как и все области-тессеры, Альфа расположена над окружающей местностью, на возвышении в 1—2 км, и сильно деформирована сужающимися складками. Как и у большинства тессер, окружающие вулканические плато создали наплывы на границы Альфы, и поэтому моложе её.
На инфракрасной карте Венеры, составленной зондом Venus Express, видно, что скалы на плато области Альфа светлее, и выглядят старше, чем большая часть Венеры. На Земле такими светлыми скалами обычно являются граниты, формирующие континенты.